# Улица Алба-Юлия
Улица Алба-Юлия (рум. Strada Alba-Iulia) — улица города Кишинёва, одна из важнейших улиц сектора Боюканы. Названа в 1990 году в честь города Алба-Юлия (Румыния).

## История
Улица Алба-Юлия изначально носила название улица Боюканская, позже была переименована в улицу Энгельса (в честь одного из основоположников марксизма Фридриха Энгельса), с 1970 по 1990 год называлась Проспект Энгельса. Ещё в 1980-е годы являлась важной транспортной магистралью города. В 1984 году протяжённость улицы от площади Конституции (нынешняя площадь Пяца Унирий Принчипателор) до улицы Сальвадора Альенде (нынешняя улица Онисифор Гибу) составляла 2 километра. Позже улица была продлена до Полтавского шоссе (нынешнее название — шоссе Балкань). В 1987 году на проспекте Энгельса было открыто одно из крупных предприятий города — телевизионный завод «Альфа» (нынешний адрес — улица Алба-Юлия, 75).
Улица Алба-Юлия от площади Пяца Унирий Принчипателор до улицы Ион Пеливан застроена пятиэтажными и девятиэтажными жилыми домами. На самой площади Пяца Унирий Принчипателор, в начале улицы Алба-Юлия, находится шестнадцатиэтажный жилой дом (построен в 1977 году, архитектор Ф. Шостак). Средняя часть улицы застроена преимущественно одноэтажными жилыми домами, к которым примыкают приусадебные участки. После улицы Онисифор Гибу улица застроена многоэтажными жилыми домами, ближе к концу на улице снова преобладают малоэжтажные жилые дома.

## Современное состояние
В 2011 году улица Алба-Юлия оказалась в центре скандала. Осенью 2010 года по распоряжению примара Кишинёва Дорина Киртоакэ, начался ремонт улицы Алба Юлия. После проведённых ремонтных работ, зимой отремонтированная трасса вновь покрылась выбоинами. Ремонт улицы был осуществлён при отсутствии проектной документации, также было нарушено законодательство Республики Молдова в сфере публичных закупок. Ремонт улицы обошёлся городу в сумму, близкую к $2,5 миллионам. За первые четыре года нахождения Дорина Киртоакэ на посту примара города Кишинёва, улица Алба Юлия на данный момент единственная, которая была реконструирована.
В ходе расследования, проведённого по инициативе тогдашнего кандидата в примары Кишинёва Игоря Додона, а также Антикоррупционным Центром, было установлено, что примар Киртоакэ официально в конце августа 2010 года издавал распоряжения о том, чтобы ремонт магистрали был проведён в режиме «максимальной срочности» — для завершения его ко Дню города (14 октября). Якобы именно по этой причине не был проведён тендер на ремонтные работы и была выбрана фирма АО «Edilitate». Несмотря на аргумент Дорина Киртоакэ в пользу этого АО, что это предприятие обладает технической документацией на все улицы города (что ускорит процесс ремонта дороги), позже главным инженером АО «Edilitate» было сделано заявление, что работы по замене дорожного полотна на улице Алба-Юлия были проведены при отсутствии проектной документации.
В итоге, в феврале 2011 года примар Киртоакэ обвинил в неудачном ремонте улицы руководство АО «Edilitate», также заявив, что ответственные за ремонт лица в этой фирме приобретали в целях экономии средств некачественные строительные материалы. Киртоакэ потребовал от АО «Edilitate» провести повторный ремонт улицы.
В 2022 году была проведена реконструкция пешеходной инфраструктуры улицы Алба-Юлия и прилегающих к ней дворов.

## Транспортное сообщение
По улице Алба-Юлия проходят несколько маршрутов общественного транспорта Кишинёва — троллейбусы № 3 , 21, 22; автобус № 26.